# Веселий Поділ (Новомиколаївський старостинський округ)
Веселий Поді́л — село в Україні, у Софіївській сільській громаді Баштанського району Миколаївської області. Належить до Новомиколаївського старостинського округу. Населення становить 176 осіб.

## Населення

### Мова
Розподіл населення за рідною мовою за даними перепису 2001 року:
| Мова       | Відсоток |
| ---------- | -------- |
| українська | 94,89%   |
| російська  | 5,11%    |